# Peer Distributed Transfer Protocol
Peer Distributed Transfer Protocol (PDTP), în traducere protocol de transfer de informații distribuit, este un protocol de partajare de fișiere pe Internet prin distribuirea fișierelor de pe un server central prin intermediul unei rețele peer-to-peer. PDTP este o combinație de BitTorrent și FTP anonim, care permite streaming media. Este proiectat și implementat cu scopul principal de a maximiza performanța și ușurința în implementare. Protocolul are atribuit portul 6086 de către Internet Assigned Numbers Autority și este implementat în aplicația DistribuStream.
Serverele PDTP exportă o ierarhie de directoare care se schimbă dinamic și acceptă o serie de alte caracteristici, cum ar fi liste de directoare cu metadate și suport pentru validarea integrității fișierelor prin utilizarea semnăturilor DSS și rețele mari concepute pentru a înlocui FTP mirroring. Informațiile necesare pentru a primi un fișier prin PDTP pot fi exprimate sub forma unui URI. 
PDTP suportă atribute extinse ale fișierelor, o caracteristică disponibilă în prezent numai în protocoalele rețelelor peer-to-peer, și de asemenea un format Rich Directory Listing capabil să transporte metadate ale fișierelor și atribute extinse (de exemplu, codec și bitrate pentru fluxurile media) prin utilizarea unui format XML bazat pe Dublin Core Metadata Element Set. 
PDTP include, de asemenea, suport pentru standardul de semnătură digitală și este capabil să verifice criptografic integritatea fișierelor semnate cu o anumită cheie DSA. 

## Componente
- Skyfire [1], client PDTP
- Squall [2], server PDTP
- libpdtp [3], biblioteca client

Serverul PDTP și biblioteca client sunt ambele scrise în C și acceptă atât platformele Win32, cât și POSIX. Skyfire, aplicația client, este scrisă în C++ folosind biblioteca inter-platformă Qt GUI și funcționează și pe platformele Win32 și POSIX.